# Diplococcium lawrencei
Diplococcium lawrencei är en svampart som beskrevs av B. Sutton 1973. Diplococcium lawrencei ingår i släktet Diplococcium och familjen Helminthosphaeriaceae.   Inga underarter finns listade i Catalogue of Life.